# Torremormojón
Torremormojón – gmina w Hiszpanii, w prowincji Palencia, w Kastylii i León, o powierzchni 28,24 km². W 2011 roku gmina liczyła 54 mieszkańców.